# Evoluzione del collegio cardinalizio durante il pontificato di Pio VI
Di seguito è riportata l'evoluzione del collegio cardinalizio durante il pontificato di Pio VI (15 febbraio 1775 – 29 agosto 1799) e la successiva sede vacante (29 agosto 1799 – 14 marzo 1800).

## Evoluzione in sintesi
Dopo l'elezione del cardinale Giovanni Angelico Braschi, che prese il nome di Pio VI, il collegio dei cardinali era costituito da 52 porporati.

Pio VI ha creato 73 cardinali in 23 concistori.

Durante il suo pontificato sono deceduti 76 cardinali, 3 si sono dimessi ed 1 è deceduto durante la successiva sede vacante.
| Data                                 | Avvenimento                                                                  | Totale |
| ------------------------------------ | ---------------------------------------------------------------------------- | ------ |
| 15 febbraio 1775                     | Elezione del cardinale Giovanni Angelico Braschi (Pio VI)                    | 52     |
| dal 21 marzo 1775 al 9 febbraio 1799 | Cardinali creati                                                             | +73    |
| dal 21 marzo 1775 al 9 febbraio 1799 | Cardinali deceduti                                                           | -76    |
| dal 21 marzo 1775 al 9 febbraio 1799 | Cardinali dimessi                                                            | -3     |
| 29 agosto 1799                       | Morte di papa Pio VI                                                         | 46     |
| 23 ottobre 1799                      | Morte del cardinale József Batthyány                                         | 45     |
| 14 marzo 1800                        | Elezione del cardinale Barnaba (in religione Gregorio) Chiaramonti (Pio VII) | 44     |

## Composizione per paese d'origine
| Paese                                 | 1774-75 | 1799-1800 |
| ------------------------------------- | ------- | --------- |
| Regno di Sardegna                     | 1       | 2         |
| Ducato di Milano                      | 6       | 0         |
| Repubblica Cisalpina                  | 0       | 12        |
| Repubblica di Venezia                 | 2       | 0         |
| Principato vescovile di Trento        | 2       | 1         |
| Repubblica di Genova                  | 2       | 0         |
| Repubblica Ligure                     | 0       | 2         |
| Ducato di Parma, Piacenza e Guastalla | 0       | 1         |
| Granducato di Toscana                 | 3       | 1         |
| Stato Pontificio                      | 19      | 10        |
| Regno di Napoli                       | 6       | 4         |
| Regno di Sicilia                      | 1       | 0         |
| Totale Italia                         | 42      | 33        |
| Regno di Prussia                      | 0       | 1         |
| Regno di Boemia                       | 0       | 1         |
| Arciducato d'Austria                  | 0       | 2         |
| Principato vescovile di Costanza      | 1       | 0         |
| Regno di Gran Bretagna                | 1       | 1         |
| Regno di Francia                      | 5       | 0         |
| Repubblica francese                   | 0       | 4         |
| Regno di Spagna                       | 2       | 2         |
| Regno del Portogallo                  | 2       | 1         |
| Totale resto Europa                   | 11      | 12        |
| Totale                                | 53      | 45        |

## Composizione per concistoro
| Concistoro               | 1774-75 | 1799-1800 |
| ------------------------ | ------- | --------- |
| 16 luglio 1721           | 1       |           |
| Creati da Innocenzo XIII | 1       | 0         |
| 9 settembre 1743         | 2       |           |
| 10 aprile 1747           | 2       | 1         |
| 3 luglio 1747            | 1       | 1         |
| 26 novembre 1753         | 3       |           |
| 22 aprile 1754           | 1       |           |
| 5 aprile 1756            | 4       |           |
| Creati da Benedetto XIV  | 13      | 2         |
| 11 settembre 1758        | 1       |           |
| 2 ottobre 1758           | 1       |           |
| 24 settembre 1759        | 6       |           |
| 23 novembre 1761         | 4       | 1         |
| 18 luglio 1763           | 2       |           |
| 21 luglio 1766           | 2       |           |
| 26 settembre 1766        | 7       |           |
| Creati da Clemente XIII  | 23      | 1         |
| 29 gennaio 1770          | 1       |           |
| 6 agosto 1770            | 1       |           |
| 10 settembre 1770        | 2       |           |
| 12 dicembre 1770         | 2       |           |
| 17 giugno 1771           | 2       |           |
| 23 settembre 1771        | 1       |           |
| 16 dicembre 1771         | 1       |           |
| 14 dicembre 1772         | 1       |           |
| 15 marzo 1773            | 1       |           |
| 19 aprile 1773           | 2       | 2         |
| 26 aprile 1773           | 2       |           |
| Creati da Clemente XIV   | 16      | 2         |
| 24 aprile 1775           |         | 1         |
| 15 aprile 1776           |         | 1         |
| 20 maggio 1776           |         | 1         |
| 23 giugno 1777           |         | 3         |
| 1º giugno 1778           |         | 4         |
| 12 luglio 1779           |         | 2         |
| 16 dicembre 1782         |         | 1         |
| 20 settembre 1784        |         | 1         |
| 14 febbraio 1785         |         | 7         |
| 18 dicembre 1786         |         | 1         |
| 29 gennaio 1787          |         | 1         |
| 7 aprile 1788            |         | 1         |
| 30 marzo 1789            |         | 5         |
| 3 agosto 1789            |         | 1         |
| 26 settembre 1791        |         | 1         |
| 18 giugno 1792           |         | 1         |
| 21 febbraio 1794         |         | 7         |
| 1º giugno 1795           |         | 1         |
| Creati da Pio VI         |         | 40        |
| Totale                   | 53      | 45        |

## Elenco degli avvenimenti
| Data              | Avvenimento                                                                                      | Paese                                 | Cardinali |
| ----------------- | ------------------------------------------------------------------------------------------------ | ------------------------------------- | --------- |
| 15 febbraio 1775  | Elezione papale del cardinale Giovanni Angelico Braschi con il nome di Pio VI                    | Stato Pontificio                      | 52        |
| 21 marzo 1775     | Morte del cardinale Francisco de Solís Folch de Cardona                                          | Regno di Spagna                       | 51        |
| 24 aprile 1775    | Concistoro per la creazione di 2 cardinali:                                                      | Stato Pontificio                      | 53        |
| 24 aprile 1775    | Leonardo Antonelli                                                                               | Stato Pontificio                      | 53        |
| 24 aprile 1775    | Bernardino de Vecchi                                                                             | Granducato di Toscana                 | 53        |
| 29 maggio 1775    | Concistoro per la creazione di 1 cardinale in pectore                                            | Stato Pontificio                      | 53        |
| 24 giugno 1775    | Morte del cardinale Antonino Sersale                                                             | Regno di Napoli                       | 52        |
| 17 luglio 1775    | Concistoro per la creazione di 2 cardinali in pectore                                            | Stato Pontificio                      | 52        |
| 11 settembre 1775 | Concistoro per la pubblicazione di 1 cardinale in pectore:                                       | Stato Pontificio                      | 53        |
| 11 settembre 1775 | Giovanni Carlo Bandi                                                                             | Stato Pontificio                      | 53        |
| 16 ottobre 1775   | Morte del cardinale Franz Konrad von Rodt                                                        | Principato vescovile di Costanza      | 52        |
| 13 novembre 1775  | Concistoro per la creazione di 1 cardinale e pubblicazione di 2 in pectore:                      | Stato Pontificio                      | 55        |
| 13 novembre 1775  | Francesco Maria Banditi                                                                          | Stato Pontificio                      | 55        |
| 13 novembre 1775  | Ignazio Gaetano Boncompagni Ludovisi                                                             | Stato Pontificio                      | 55        |
| 13 novembre 1775  | Juan Tomás de Boxadors y Sureda de San Martín                                                    | Regno di Spagna                       | 55        |
| 3 dicembre 1775   | Morte del cardinale Vincenzo Malvezzi Bonfioli                                                   | Stato Pontificio                      | 54        |
| 7 dicembre 1775   | Morte del cardinale Fabrizio Serbelloni                                                          | Ducato di Milano                      | 53        |
| 24 dicembre 1775  | Morte del cardinale Bernardino de Vecchi                                                         | Granducato di Toscana                 | 52        |
| 15 aprile 1776    | Concistoro per la creazione di 2 cardinali in pectore                                            | Stato Pontificio                      | 52        |
| 27 aprile 1776    | Morte del cardinale Simone Buonaccorsi                                                           | Stato Pontificio                      | 51        |
| 20 maggio 1776    | Concistoro per la creazione di 2 cardinali e pubblicazione di 2 in pectore:                      | Stato Pontificio                      | 55        |
| 20 maggio 1776    | Luigi Valenti Gonzaga                                                                            | Repubblica di Venezia                 | 55        |
| 20 maggio 1776    | Giovanni Archinto                                                                                | Ducato di Milano                      | 55        |
| 20 maggio 1776    | Guido Calcagnini                                                                                 | Stato Pontificio                      | 55        |
| 20 maggio 1776    | Angelo Maria Durini                                                                              | Ducato di Milano                      | 55        |
| 12 agosto 1776    | Morte del cardinale Benedetto Veterani                                                           | Stato Pontificio                      | 54        |
| 1º novembre 1776  | Morte del cardinale Francisco de Saldanha da Gama                                                | Regno del Portogallo                  | 53        |
| 2 gennaio 1777    | Morte del cardinale Urbano Paracciani Rutili                                                     | Stato Pontificio                      | 52        |
| 6 gennaio 1777    | Morte del cardinale Ludovico Maria Torriggiani                                                   | Granducato di Toscana                 | 51        |
| 20 marzo 1777     | Morte del cardinale Jean-François-Joseph de Rochechouart                                         | Regno di Francia                      | 50        |
| 6 maggio 1777     | Morte del cardinale Buenaventura Córdoba Espinosa de la Cerda                                    | Regno di Spagna                       | 49        |
| 23 giugno 1777    | Concistoro per la creazione di 4 cardinali e di 6 in pectore:                                    | Stato Pontificio                      | 53        |
| 23 giugno 1777    | Bernardino Honorati                                                                              | Stato Pontificio                      | 53        |
| 23 giugno 1777    | Marcantonio Marcolini                                                                            | Stato Pontificio                      | 53        |
| 23 giugno 1777    | Guglielmo Pallotta                                                                               | Stato Pontificio                      | 53        |
| 23 giugno 1777    | Gregorio Anton Maria Salviati                                                                    | Granducato di Toscana                 | 53        |
| 27 ottobre 1777   | Morte del cardinale Charles-Antoine de la Roche-Aymon                                            | Regno di Francia                      | 52        |
| 15 dicembre 1777  | Concistoro per la pubblicazione di 2 cardinali in pectore:                                       | Stato Pontificio                      | 54        |
| 15 dicembre 1777  | Andrea Gioannetti                                                                                | Stato Pontificio                      | 54        |
| 15 dicembre 1777  | Giacinto Sigismondo Gerdil                                                                       | Regno di Sardegna                     | 54        |
| 1º giugno 1778    | Concistoro per la creazione di 10 cardinali:                                                     | Stato Pontificio                      | 64        |
| 1º giugno 1778    | Francisco Javier Delgado Benegas                                                                 | Regno di Spagna                       | 64        |
| 1º giugno 1778    | Dominique de La Rochefoucauld                                                                    | Regno di Francia                      | 64        |
| 1º giugno 1778    | Joannes-Henricus von Franckenberg                                                                | Regno di Prussia                      | 64        |
| 1º giugno 1778    | József Batthyány                                                                                 | Regno d'Ungheria                      | 64        |
| 1º giugno 1778    | Tommaso Maria Ghilini                                                                            | Regno di Sardegna                     | 64        |
| 1º giugno 1778    | Carlo Giuseppe Filippa della Martiniana                                                          | Regno di Sardegna                     | 64        |
| 1º giugno 1778    | Louis-René-Édouard de Rohan-Guéménée                                                             | Regno di Francia                      | 64        |
| 1º giugno 1778    | Fernando de Sousa e Silva                                                                        | Regno del Portogallo                  | 64        |
| 1º giugno 1778    | Giovanni Corner                                                                                  | Repubblica di Venezia                 | 64        |
| 1º giugno 1778    | Romoaldo Guidi                                                                                   | Stato Pontificio                      | 64        |
| 1º ottobre 1778   | Morte del cardinale Gaetano Fantuzzi                                                             | Stato Pontificio                      | 63        |
| 11 marzo 1779     | Morte del cardinale Louis-Constantin de Rohan                                                    | Regno di Francia                      | 62        |
| 12 luglio 1779    | Concistoro per la creazione di 1 cardinale e di 1 in pectore:                                    | Stato Pontificio                      | 63        |
| 12 luglio 1779    | František Herzan von Harras                                                                      | Regno di Boemia                       | 63        |
| 11 dicembre 1779  | Morte del cardinale Alessandro Albani                                                            | Stato Pontificio                      | 62        |
| 9 aprile 1780     | Morte del cardinale Giuseppe Maria Castelli                                                      | Ducato di Milano                      | 61        |
| 23 aprile 1780    | Morte del cardinale Romoaldo Guidi                                                               | Stato Pontificio                      | 60        |
| 22 settembre 1780 | Morte del cardinale Giovanni Costanzo Caracciolo                                                 | Regno di Napoli                       | 59        |
| 4 dicembre 1780   | Morte del cardinale Pietro Colonna Pamphili                                                      | Stato Pontificio                      | 58        |
| 11 dicembre 1780  | Concistoro per la creazione di 1 cardinale e pubblicazione di 2 in pectore:                      | Stato Pontificio                      | 61        |
| 11 dicembre 1780  | Giovanni Ottavio Manciforte Sperelli                                                             | Stato Pontificio                      | 61        |
| 11 dicembre 1780  | Vincenzo Maria Altieri                                                                           | Stato Pontificio                      | 61        |
| 11 dicembre 1780  | Paolo Francesco Antamori                                                                         | Stato Pontificio                      | 61        |
| 16 dicembre 1780  | Morte del cardinale Juan Tomás de Boxadors y Sureda de San Martín                                | Regno di Spagna                       | 59        |
| 16 dicembre 1780  | Morte del cardinale Gennaro Antonio de Simone                                                    | Regno di Napoli                       | 59        |
| 23 dicembre 1780  | Morte del cardinale Mario Compagnoni Marefoschi                                                  | Stato Pontificio                      | 58        |
| 5 giugno 1781     | Morte del cardinale Giovanni Ottavio Manciforte Sperelli                                         | Stato Pontificio                      | 57        |
| 10 dicembre 1781  | Morte del cardinale Francisco Javier Delgado Benegas                                             | Regno di Spagna                       | 56        |
| 5 maggio 1782     | Morte del cardinale Bernardino Giraud                                                            | Stato Pontificio                      | 55        |
| 22 maggio 1782    | Concistoro per la pubblicazione di 1 cardinale in pectore:                                       | Stato Pontificio                      | 56        |
| 22 maggio 1782    | Alessandro Mattei                                                                                | Stato Pontificio                      | 56        |
| 18 giugno 1782    | Morte del cardinale Marcantonio Marcolini                                                        | Stato Pontificio                      | 55        |
| 3 agosto 1782     | Morte del cardinale Giovanni Ottavio Bufalini                                                    | Stato Pontificio                      | 54        |
| 9 dicembre 1782   | Morte del cardinale Lodovico Calini                                                              | Repubblica di Venezia                 | 53        |
| 16 dicembre 1782  | Concistoro per la creazione di 1 cardinale e di 1 in pectore:                                    | Stato Pontificio                      | 54        |
| 16 dicembre 1782  | Giuseppe Maria Capece Zurlo                                                                      | Regno di Napoli                       | 54        |
| 26 dicembre 1782  | Morte del cardinale Scipione Borghese                                                            | Stato Pontificio                      | 53        |
| 31 gennaio 1783   | Morte del cardinale João Cosme da Cunha                                                          | Regno del Portogallo                  | 52        |
| 13 marzo 1783     | Morte del cardinale Leopold Ernst von Firmian                                                    | Principato vescovile di Trento        | 51        |
| 27 aprile 1783    | Morte del cardinale Giuseppe Pozzobonelli                                                        | Ducato di Milano                      | 50        |
| 21 luglio 1783    | Morte del cardinale Giovanni Battista Rezzonico                                                  | Repubblica di Venezia                 | 49        |
| 23 gennaio 1784   | Morte del cardinale Carlo Vittorio Amedeo Ignazio delle Lanze                                    | Regno di Sardegna                     | 48        |
| 23 marzo 1784     | Morte del cardinale Giovanni Carlo Bandi                                                         | Stato Pontificio                      | 47        |
| 22 luglio 1784    | Morte del cardinale Girolamo Spinola                                                             | Repubblica di Genova                  | 46        |
| 20 settembre 1784 | Concistoro per la creazione di 1 cardinale e di 1 in pectore:                                    | Stato Pontificio                      | 47        |
| 20 settembre 1784 | Giovanni Andrea Archetti                                                                         | Repubblica di Venezia                 | 47        |
| 14 febbraio 1785  | Concistoro per la creazione di 13 cardinali e di 1 in pectore:                                   | Stato Pontificio                      | 60        |
| 14 febbraio 1785  | Giuseppe Garampi                                                                                 | Stato Pontificio                      | 60        |
| 14 febbraio 1785  | Giuseppe Maria Doria Pamphilj                                                                    | Repubblica di Genova                  | 60        |
| 14 febbraio 1785  | Vincenzo Ranuzzi                                                                                 | Stato Pontificio                      | 60        |
| 14 febbraio 1785  | Nicola Colonna di Stigliano                                                                      | Regno di Napoli                       | 60        |
| 14 febbraio 1785  | Barnaba (in religione Gregorio) Chiaramonti (futuro papa Pio VII)                                | Stato Pontificio                      | 60        |
| 14 febbraio 1785  | Muzio Gallo                                                                                      | Stato Pontificio                      | 60        |
| 14 febbraio 1785  | Giovanni de Gregorio                                                                             | Regno di Sicilia                      | 60        |
| 14 febbraio 1785  | Giovanni Maria Riminaldi                                                                         | Stato Pontificio                      | 60        |
| 14 febbraio 1785  | Paolo Massei                                                                                     | Granducato di Toscana                 | 60        |
| 14 febbraio 1785  | Francesco Carrara                                                                                | Repubblica di Venezia                 | 60        |
| 14 febbraio 1785  | Fernando Spinelli                                                                                | Regno di Napoli                       | 60        |
| 14 febbraio 1785  | Antonio Maria Doria Pamphilj                                                                     | Repubblica di Genova                  | 60        |
| 14 febbraio 1785  | Carlo Livizzani Forni                                                                            | Ducato di Modena e Reggio             | 60        |
| 23 febbraio 1785  | Morte del cardinale Lazzaro Opizio Pallavicini                                                   | Repubblica di Genova                  | 59        |
| 9 giugno 1785     | Morte del cardinale Paolo Massei                                                                 | Granducato di Toscana                 | 58        |
| 15 novembre 1785  | Morte del cardinale Innocenzo Conti                                                              | Stato Pontificio                      | 57        |
| 13 febbraio 1786  | Sospensione del cardinale Louis-René-Édouard de Rohan-Guéménée                                   | Regno di Francia                      | 56        |
| 11 aprile 1786    | Morte del cardinale Fernando de Sousa e Silva                                                    | Regno del Portogallo                  | 55        |
| 31 luglio 1786    | Morte del cardinale Antonio Branciforte Colonna                                                  | Regno di Sicilia                      | 54        |
| 18 dicembre 1786  | Concistoro per la creazione di 1 cardinale:                                                      | Stato Pontificio                      | 56        |
| 18 dicembre 1786  | Romoaldo Braschi-Onesti                                                                          | Stato Pontificio                      | 56        |
| 18 dicembre 1786  | Reintegrazione del cardinale Louis-René-Édouard de Rohan-Guéménée                                | Regno di Francia                      | 56        |
| 14 gennaio 1787   | Morte del cardinale Antonio Casali                                                               | Stato Pontificio                      | 55        |
| 29 gennaio 1787   | Concistoro per la creazione di 1 cardinale:                                                      | Stato Pontificio                      | 56        |
| 29 gennaio 1787   | Filippo Carandini                                                                                | Stato Pontificio                      | 56        |
| 3 aprile 1787     | Morte del cardinale Tommaso Maria Ghilini                                                        | Regno di Sardegna                     | 55        |
| 4 aprile 1787     | Morte del cardinale Francesco d'Elci                                                             | Granducato di Toscana                 | 54        |
| 17 dicembre 1787  | Concistoro per la creazione di 1 cardinale:                                                      | Stato Pontificio                      | 55        |
| 17 dicembre 1787  | Raniero Finocchietti                                                                             | Granducato di Toscana                 | 55        |
| 21 gennaio 1788   | Morte del cardinale Paul d'Albert de Luynes                                                      | Regno di Francia                      | 54        |
| 29 febbraio 1788  | Morte del cardinale Pasquale Acquaviva d'Aragona                                                 | Regno di Napoli                       | 53        |
| 4 marzo 1788      | Morte del cardinale Antonio Eugenio Visconti                                                     | Ducato di Milano                      | 52        |
| 7 aprile 1788     | Concistoro per la creazione di 1 cardinale:                                                      | Stato Pontificio                      | 53        |
| 7 aprile 1788     | José Francisco Miguel António de Mendonça                                                        | Regno del Portogallo                  | 53        |
| 6 settembre 1788  | Morte del cardinale Giovanni Carlo Boschi                                                        | Stato Pontificio                      | 52        |
| 15 dicembre 1788  | Concistoro per la creazione di 1 cardinale:                                                      | Stato Pontificio                      | 53        |
| 15 dicembre 1788  | Étienne-Charles de Loménie de Brienne                                                            | Regno di Francia                      | 53        |
| 17 gennaio 1789   | Morte del cardinale Andrea Negroni                                                               | Stato Pontificio                      | 52        |
| 10 gennaio 1789   | Morte del cardinale Domenico Orsini d'Aragona                                                    | Regno di Napoli                       | 51        |
| 29 marzo 1789     | Morte del cardinale Giovanni Corner                                                              | Repubblica di Venezia                 | 50        |
| 30 marzo 1789     | Concistoro per la creazione di 9 cardinali:                                                      | Stato Pontificio                      | 59        |
| 30 marzo 1789     | Antonio Sentmanat y Castellá                                                                     | Regno di Spagna                       | 59        |
| 30 marzo 1789     | Francisco Antonio de Lorenzana y Butrón                                                          | Regno di Spagna                       | 59        |
| 30 marzo 1789     | Ignazio Busca                                                                                    | Ducato di Milano                      | 59        |
| 30 marzo 1789     | Vittorio Maria Baldassare Gaetano Costa d'Arignano                                               | Regno di Sardegna                     | 59        |
| 30 marzo 1789     | Louis-Joseph de Montmorency-Laval                                                                | Regno di Francia                      | 59        |
| 30 marzo 1789     | Joseph Anton von Auersperg                                                                       | Arciducato d'Austria                  | 59        |
| 30 marzo 1789     | Stefano Borgia                                                                                   | Stato Pontificio                      | 59        |
| 30 marzo 1789     | Tommaso Antici                                                                                   | Stato Pontificio                      | 59        |
| 30 marzo 1789     | Filippo Campanelli                                                                               | Stato Pontificio                      | 59        |
| 3 agosto 1789     | Concistoro per la creazione di 1 cardinale:                                                      | Stato Pontificio                      | 60        |
| 3 agosto 1789     | Ludovico Flangini                                                                                | Repubblica di Venezia                 | 60        |
| 12 ottobre 1789   | Morte del cardinale Giovanni Maria Riminaldi                                                     | Stato Pontificio                      | 59        |
| 9 agosto 1790     | Morte del cardinale Ignazio Gaetano Boncompagni Ludovisi                                         | Stato Pontificio                      | 58        |
| 11 luglio 1791    | Morte del cardinale Giovanni de Gregorio                                                         | Regno di Sicilia                      | 57        |
| 26 settembre 1791 | Concistoro per la creazione di 1 cardinale in pectore                                            | Stato Pontificio                      | 56        |
| 26 settembre 1791 | Deposizione del cardinale Étienne-Charles de Loménie de Brienne                                  | Regno di Francia                      | 56        |
| 4 maggio 1792     | Morte del cardinale Giuseppe Garampi                                                             | Stato Pontificio                      | 55        |
| 18 giugno 1792    | Concistoro per la creazione di 1 cardinale:                                                      | Stato Pontificio                      | 56        |
| 18 giugno 1792    | Giovanni Battista Caprara Montecuccoli                                                           | Stato Pontificio                      | 56        |
| 26 marzo 1793     | Morte del cardinale Francesco Carrara                                                            | Repubblica di Venezia                 | 55        |
| 7 giugno 1793     | Morte del cardinale Vitaliano Borromeo                                                           | Ducato di Milano                      | 54        |
| 11 ottobre 1793   | Morte del cardinale Raniero Finocchietti                                                         | Granducato di Toscana                 | 53        |
| 4 dicembre 1793   | Morte del cardinale Marcantonio Colonna                                                          | Stato Pontificio                      | 52        |
| 21 febbraio 1794  | Concistoro per la creazione di 8 cardinali e pubblicazione di 2 in pectore:                      | Stato Pontificio                      | 62        |
| 21 febbraio 1794  | Carlo Bellisomi                                                                                  | Ducato di Milano                      | 62        |
| 21 febbraio 1794  | Fabrizio Ruffo                                                                                   | Regno di Napoli                       | 62        |
| 21 febbraio 1794  | Antonio Dugnani                                                                                  | Ducato di Milano                      | 62        |
| 21 febbraio 1794  | Ippolito Antonio Vincenti Mareri                                                                 | Stato Pontificio                      | 62        |
| 21 febbraio 1794  | Jean-Siffrein Maury                                                                              | Repubblica francese                   | 62        |
| 21 febbraio 1794  | Giovanni Battista Bussi de Pretis                                                                | Stato Pontificio                      | 62        |
| 21 febbraio 1794  | Francesco Maria Pignatelli                                                                       | Regno di Napoli                       | 62        |
| 21 febbraio 1794  | Aurelio Roverella                                                                                | Stato Pontificio                      | 62        |
| 21 febbraio 1794  | Giovanni Rinuccini                                                                               | Granducato di Toscana                 | 62        |
| 21 febbraio 1794  | Filippo Lancellotti                                                                              | Stato Pontificio                      | 62        |
| 13 giugno 1794    | Morte del cardinale Filippo Lancellotti                                                          | Stato Pontificio                      | 61        |
| 5 aprile 1794     | Morte del cardinale Gregorio Anton Maria Salviati                                                | Granducato di Toscana                 | 60        |
| 3 novembre 1794   | Morte del cardinale François-Joachim de Pierre de Bernis                                         | Repubblica francese                   | 59        |
| 18 gennaio 1795   | Morte del cardinale Andrea Corsini                                                               | Granducato di Toscana                 | 58        |
| 18 febbraio 1795  | Morte del cardinale Filippo Campanelli                                                           | Stato Pontificio                      | 57        |
| 1º giugno 1795    | Concistoro per la creazione di 1 cardinale:                                                      | Stato Pontificio                      | 58        |
| 1º giugno 1795    | Giulio Maria della Somaglia                                                                      | Ducato di Parma, Piacenza e Guastalla | 58        |
| 21 agosto 1795    | Morte del cardinale Joseph Anton von Auersperg                                                   | Arciducato d'Austria                  | 57        |
| 21 settembre 1795 | Morte del cardinale Guglielmo Pallotta                                                           | Stato Pontificio                      | 56        |
| 4 dicembre 1795   | Morte del cardinale Paolo Francesco Antamori                                                     | Stato Pontificio                      | 55        |
| 18 dicembre 1795  | Morte del cardinale Fernando Spinelli                                                            | Regno di Napoli                       | 54        |
| 26 maggio 1796    | Morte del cardinale Francesco Maria Banditi                                                      | Stato Pontificio                      | 53        |
| 30 marzo 1796     | Morte del cardinale Nicola Colonna di Stigliano                                                  | Regno di Napoli                       | 52        |
| 28 aprile 1796    | Morte del cardinale Angelo Maria Durini                                                          | Ducato di Milano                      | 51        |
| 16 maggio 1796    | Morte del cardinale Vittorio Maria Baldassare Gaetano Costa d'Arignano                           | Regno di Sardegna                     | 50        |
| 7 settembre 1798  | Dimissioni del cardinale Vincenzo Maria Altieri                                                  | Repubblica romana                     | 48        |
| 7 settembre 1798  | Dimissioni del cardinale Tommaso Antici                                                          | Repubblica romana                     | 48        |
| 26 gennaio 1799   | Morte del cardinale Carlo Rezzonico                                                              | Repubblica Cisalpina                  | 47        |
| 9 febbraio 1799   | Morte del cardinale Giovanni Archinto                                                            | Repubblica Cisalpina                  | 46        |
| 29 agosto 1799    | Morte di papa Pio VI                                                                             | Repubblica francese                   | 46        |
| 23 ottobre 1799   | Morte del cardinale József Batthyány                                                             | Regno d'Ungheria                      | 45        |
| 1º dicembre 1799  | Apertura del conclave                                                                            | Arciducato d'Austria                  | 45        |
| 14 marzo 1800     | Elezione papale del cardinale Barnaba (in religione Gregorio) Chiaramonti con il nome di Pio VII | Arciducato d'Austria                  | 44        |